# Кім Кон Хі
Кім Кон Хі (кор. 김건희; нар. 2 вересня 1972) — південнокорейська підприємиця, перша леді Республіки Корея з 10 травня 2022 року як дружина 13-го президента Республіки Корея Юн Сок Йоля. Обіймає посаду виконавчого директора та президента мистецької виставкової компанії Covana Contents.

## Ранній життєпис
Кім народилася 2 вересня 1972 року в Янпхьоні, Південна Корея. Відвідувала жіночу середню школу Менгіл, перш ніж закінчити університет Кьонггі за спеціальністю «мистецтво». Також відомо, що колишня професія Кім Кон Хі — хостес. У Південній Кореї така професія прирівнюється мало не до професії гейші.

## Кар'єра
У 2009 році Кім Кон Хі заснувала компанію Covana Contents, яка спеціалізується на організації мистецьких виставок і з тих пір обіймає посаду головного виконавчого директора та президента. У 2019 році ЗМІ повідомляли, що вона нібито не сплатила вчасно податки. В результаті розслідувань, вона нібито отримувала відкати за проведення художніх виставок.
У 2021 році з'явилися повідомлення про те, що Кім Кон Хі у своєму резюме зазначила, що вона пов'язана зі Школою бізнесу Стерна Нью-Йоркського університету. Під час пресконференції вона пізніше публічно вибачилася за неправдивість цієї інформації та пообіцяла лише «зосередитися на ролі дружини Юна, навіть якщо його оберуть». Виконуючи свою обіцянку, Юн включив у свою передвиборчу обіцянку ліквідацію офісу першої леді в офісі президента.
Наприкінці 2021 року прокуратура оголосила про початок розслідування проти Кім Кон Хі щодо фактів корупції та маніпуляцій на фондовому ринку.
Разом із чоловіком 15 липня 2023 року Кім Кон Хі під час російсько-української війни відвідала Київ з неоголошеним візитом. Зокрема, Кім Кон Хі та Олена Зеленська відвідали Центр захисту прав дитини, у якому проводять опитування дітей, які стали свідками або потерпілими від воєнних злочинів Росії, зазнали депортації на територію РФ або на тимчасово окуповані території України.

## Особисте життя
У 2012 році Кім одружилася з Юн Сук Йолем. 10 березня 2022 року, після обрання її чоловіка президентом Південної Кореї, Кім заявила, що віддає перевагу терміну «дружина президента», ніж «перша леді».

## Нагороди
- Польща: Орден «За заслуги перед Польщею» (13 липня 2023)[24]